# Grupa El Paso

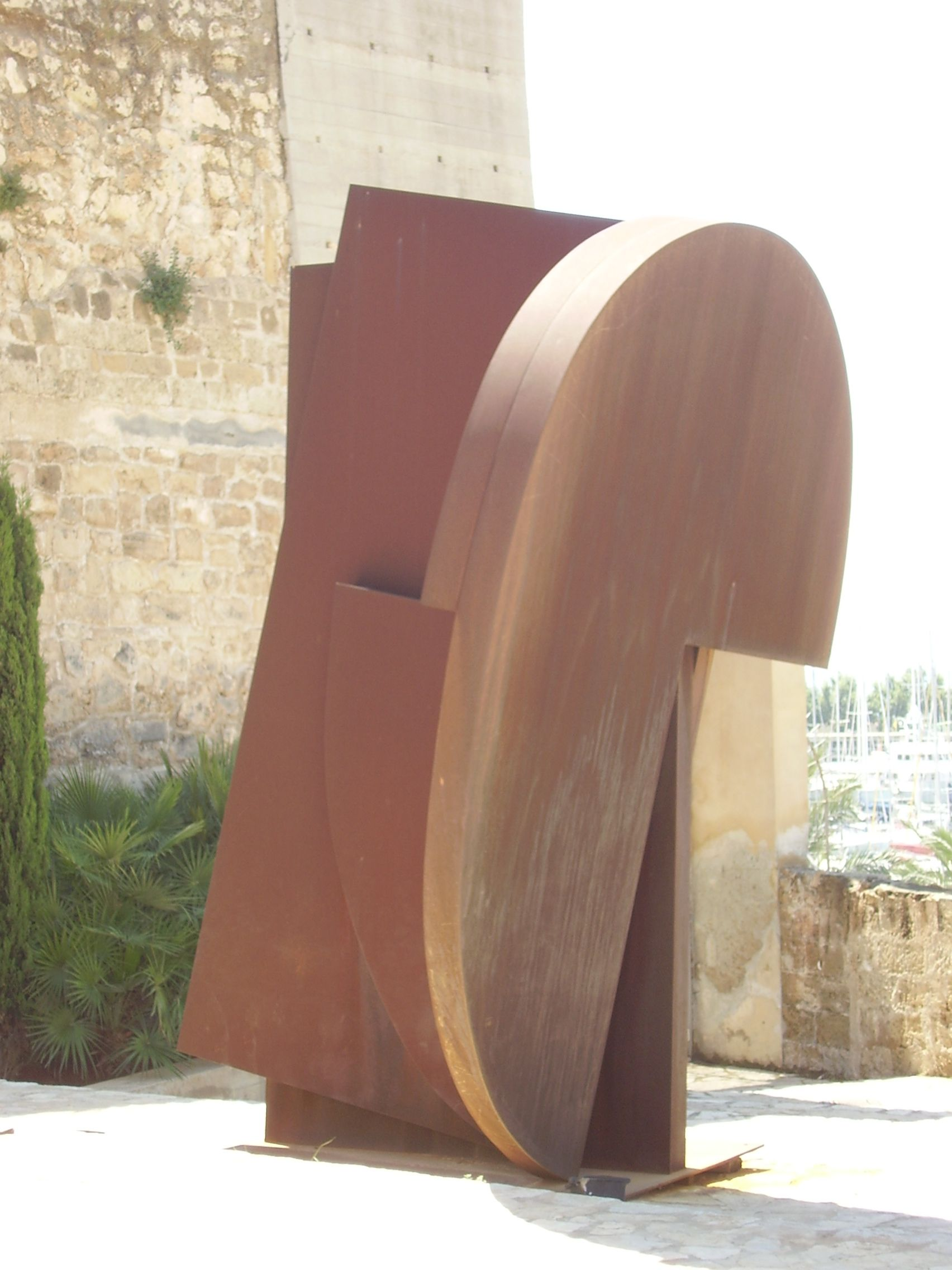
Rzeźba Cabeza, Rafael Canogar

El Paso (z hiszp. krok) – hiszpańska grupa artystyczna założona w okresie powojennym, jednocząca malarzy, rzeźbiarzy, pisarzy, filmowców, muzyków oraz architektów. Rozpoczęła nowy dział w historii sztuki hiszpańskiej, która od czasu zakończenia wojny domowej pozostawała w fazie stagnacji.

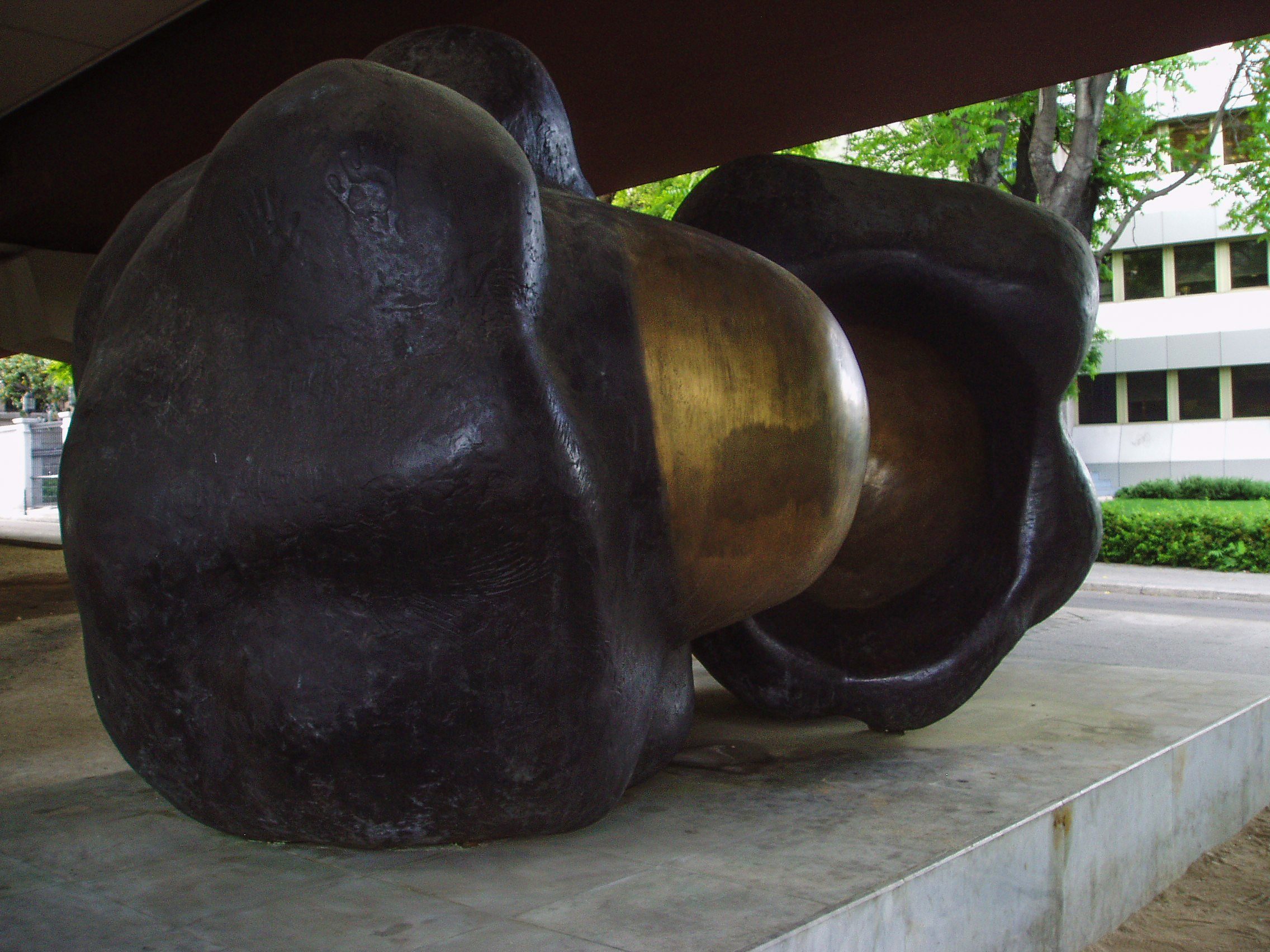
Unidades-yunta 1972, Madryt, Serrano

Powstała w lutym 1957 roku; w marcu opublikowano manifest grupy, a już w kwietniu odbyła się inauguracja pierwszej wystawy w Librería-Galería Buchholz w Madrycie. Ekspozycje były zbiorem obrazów, rzeźb, architektury oraz sztuki użytkowej. Do członków El Paso należeli Rafael Canogar, Luis Feito, Juana Francés, Manuel Millares, Antonio Saura, Manuel Rivera, Pablo Serrano, Antonio Suárez, Manuel Conde i José Ayllón. W następnych latach do grupy dołączyli się Martín Chirino i Manuel Viola, natomiast Francés i Serrano zdecydowali się zakończyć przygodę ze zgrupowaniem.

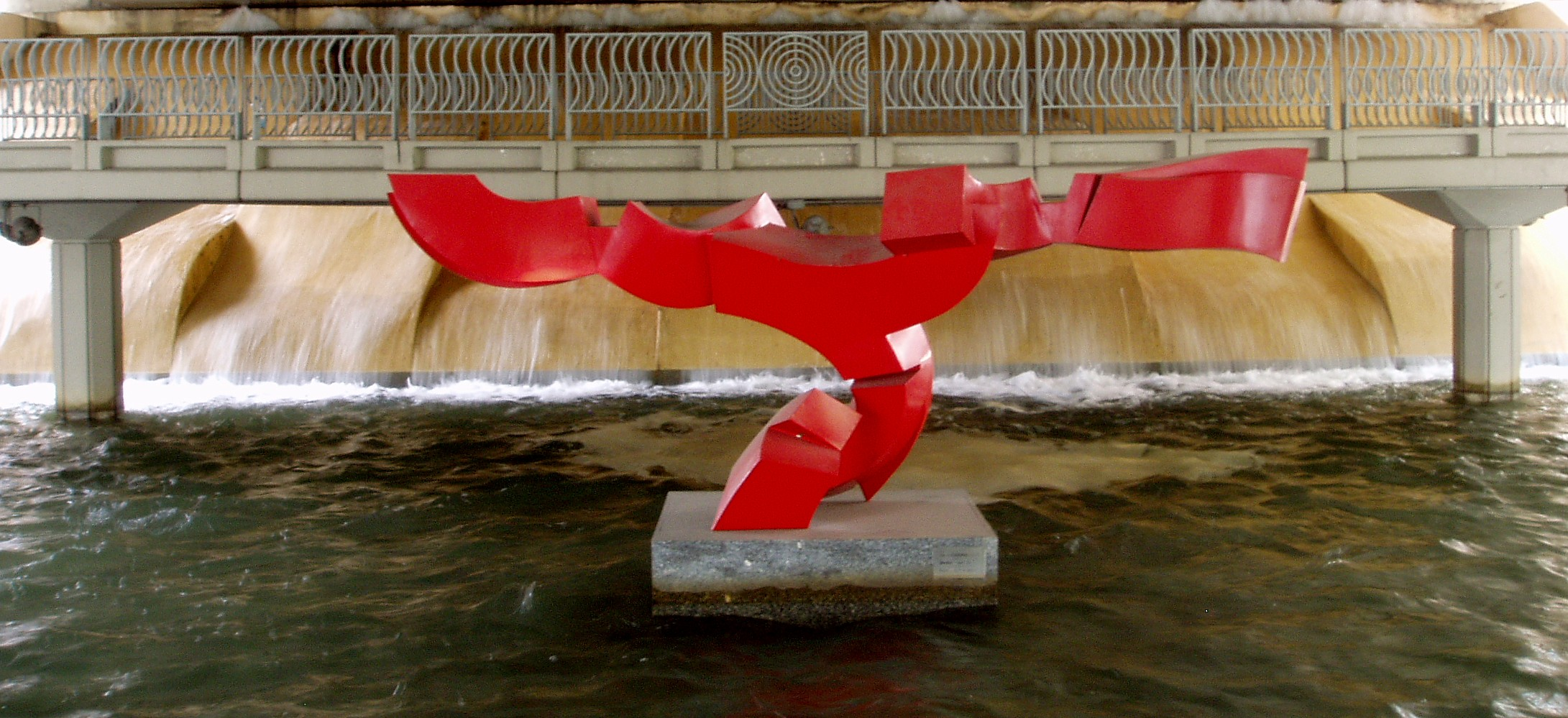
Mediterránea, Martín Chirino

Członkowie grupy byli ambasadorami kultury hiszpańskiej. Ich zamiarem było odświeżenie postrzegania sztuki, której działalność i rozwój zostały zatrzymane w wyniku ówczesnej sytuacji w państwie. Artyści poruszali aktualne tematy i wyrażali postawę krytyczną w stosunku do bieżących wydarzeń (między innymi ukazali nowoczesny i dotąd nieznany obraz rządów Francisco Franco). Awangarda związana była z buntem oraz rozłamem, a jej  stosunek do aktualnych realiów w państwie w dużym stopniu przyczynił się do tego, iż El Paso identyfikowało z nią swoją działalność artystyczną. Ponadto tematami ukazywanymi w dziełach były także: wszechobecne cierpienie, przemoc, użycie siły oraz religia i śmierć.Terminy, które najtrafniej opisują twórczość członków grupy to wigor, ekspresja, umiarkowanie, mistycyzm.
El Paso zakończyło swoją działalność w maju 1960. Grupa była łącznikiem pomiędzy nowoczesnością  a radykalizmem awangardy i dzięki temu wywarła ogromny wpływ na rozwój informelu w Hiszpanii.

## Kierunki w sztuce reprezentowane przez członków El Paso

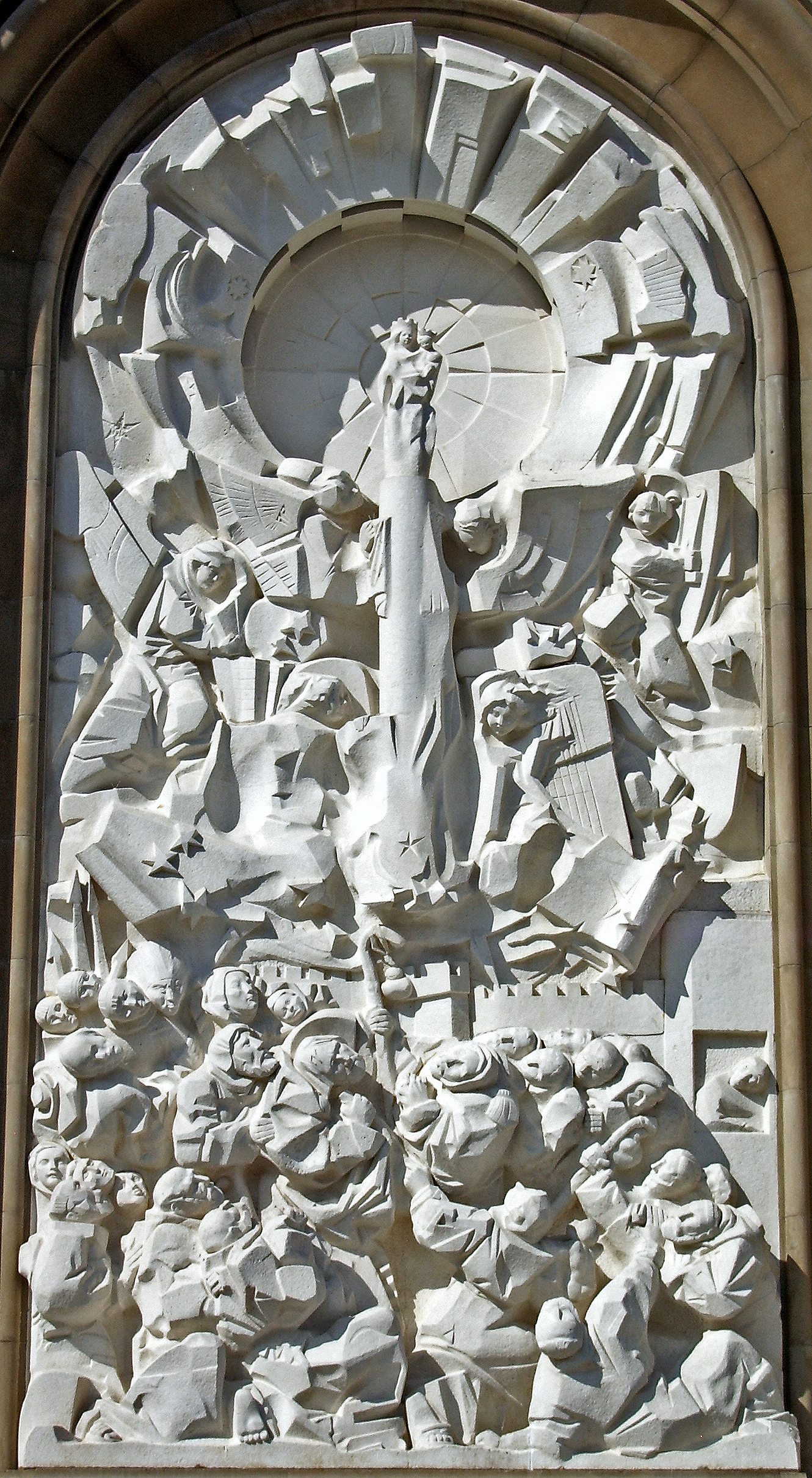
Venida de la Virgen Pilar 1969, Bazylika, Zaragoza

♦ Wyobrażenie geometryczne i stylowe → Suárez i Rivera
♦ Kubizm (poszukiwanie nowych zasad budowy przestrzennej dzieła przez odrzucenie reguł perspektywy i geometryczne uproszczenie elementów kompozycji) → Feito
♦ Ekspresjonizm hieratyczny (pełna patosu wyrazistość, podniosła siła oddziaływania dzieła na odbiorcę, na emocjonalną sferę jego psychiki) → Francés
♦ Prymitywizm (upraszczanie oraz deformacja i stylizowanie, skłonności do skrajnego realizmu) → Millares, Chirino
♦ Surrealizm (kreacja obrazu burząca logiczny porządek rzeczywistości; wizje groteskowe, z pogranicza jawy i snu, fantazji, halucynacji, odsunięte od racjonalizmu) → Saura
♦ Tenebryzm (użycie ciemnej tonacji barwnej, w której postacie i przedmioty wydobyte są ostrym światłocieniem)
♦ Informel (dążenie do swobodnej ekspresji) → można zaliczyć tu wszystkich przedstawicieli grupy